# Erik Samuelson (amiral)

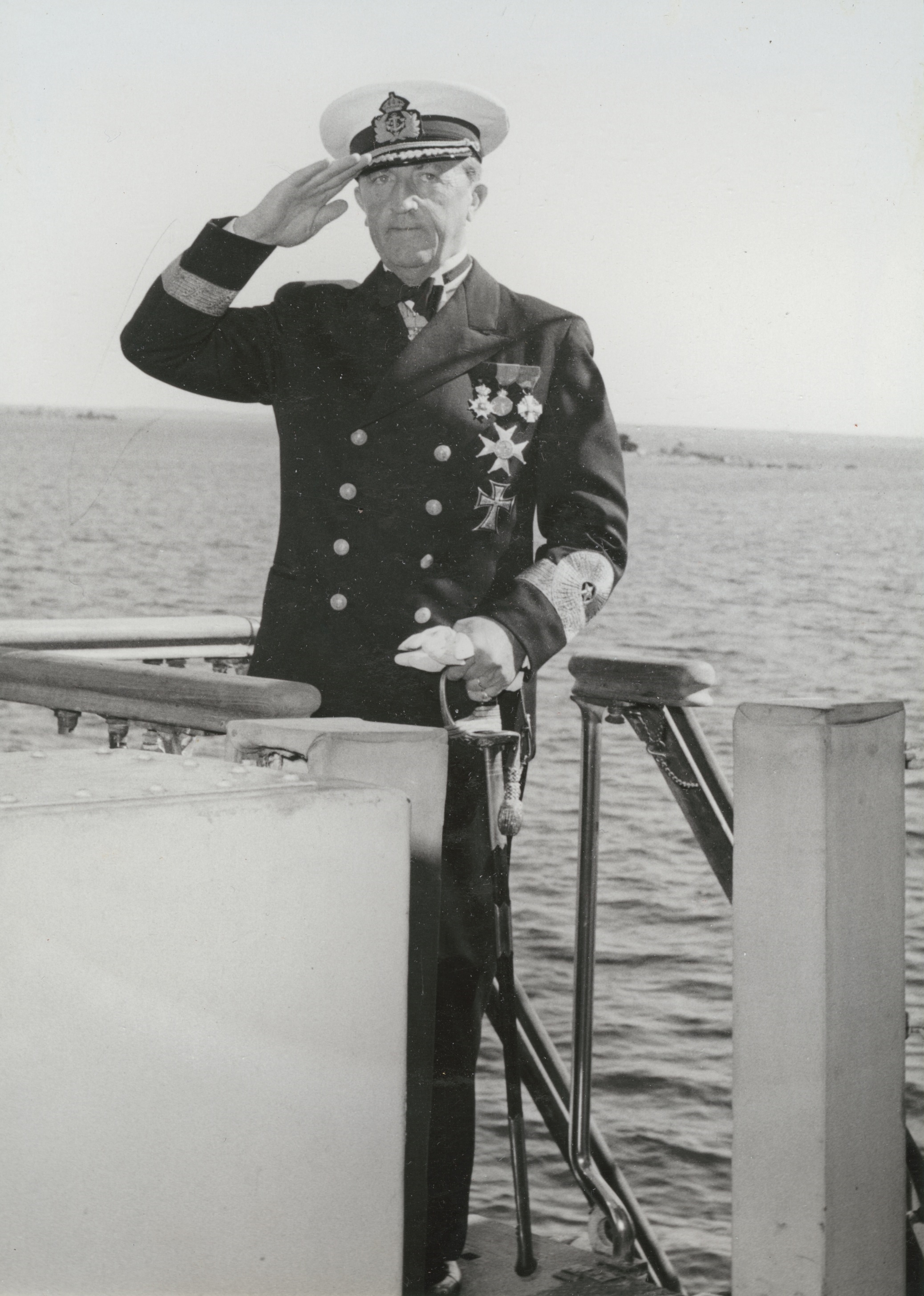
Erik Samuelson.

Johan Erik Samuelson, född 16 april 1893 på godset Ekedal i Hyringa, död 15 december 1964 i Ingarö, var en svensk sjöofficer. Han var son till Johan Gustaf Samuelson.
Samuelson blev sjökadett 1912 och tog officersexamen vid Kungliga Sjökrigsskolan 1915, varvid han utnämndes till fänrik. Han blev underlöjtnant 1917, löjtnant senare samma år, kapten 1928, kommendörkapten av andra graden 1937, av första graden 1940, konteramiral 1945 och viceamiral 1958.
Han innehade ett antal befattningar inom ubåtsvapnet, bland annat som chef för ubåtarna Valrossen, Draken och Ulven. Åren 1936–1937 var Samuelson marinattaché i Rom. Under 1940-talet var han chef för Kustflottan.
Samuelson var ordförande i Kungliga Örlogsmannasällskapet 1950-1958. Han var även ledamot av Kungliga Krigsvetenskapsakademien.